# Дерекёй (Кыркларели)
Дерекёй (тур. Dereköy) — деревня в районе Кыркларели провинции Кыркларели Мраморноморского региона на западе Турции. Население составляет 432 человека (2022). Это один из трёх пунктов пересечения сухопутной болгарско-турецкой границы.

## География
Деревня расположена в горах Странджа, в 20 км к северу от центра Кыркларели, недалеко от границы с Болгарией.

## История
В XIX веке Дерекёй был болгарской деревней в казе Кыркларели, которая в свою очередь была в вилаете Эдирне. В 1873 году в деревне проживало 360 семей, в которых проживало 1684 болгар. После русско-турецкой войны 1877—1878 первые семьи из Дерекёя переехали в Разград и Тутракан в получившую независимость Болгарию. По статистике Любомира Милетчича, в 1900 году в Дерекёйе было около 150 семей и 634 жителей, все из которых были христианами-болгарами.
Во время подавления Илинден-Преображенского восстания в 1903 году Дерекёй сильно пострадал. Из 200 домов только 68 остались целыми, была сожжена школа и 10 человек было убито.
В 1908 году в газете Одрински гласъ было опубликовано следующее письмо из Дерекёя:

Наше положение здесь постоянно ухудшается. Турецкие власти постоянно преследуют и сажают нас в тюрьмы. Как вы думаете, почему? Только потому, что мы болгары. Из села Каракоч посадили 11 человек, из Ковчаза посадили Станко Мечку и отпустили его за выкуп в 10 лир. Они также грабят жителей Каракоча. Месяц назад турецкие власти начали охоту на всех богатых болгар в окрестностях Лозенграда. Они отвозят их в Эдирне, грабят и отпускают за большой выкуп.— Одрински глас, брой 4, 3 февруари 1908, стр. 4.
После начала Первой Балканской войны в 1912 году 16 добровольцев из Дерекёя воевали в составе Македонско-Эдирне-добровольческого корпуса болгарской армии. После начала Второй Балканской войны, когда турецкая армия отбила восточную Фракию, всё болгарское население Дерекёя бежало в Болгарию.

## Граница
Пункт пересечения границы находится примерно в 11 км к северо-западу от центра деревни. Он был открыт в 1970 году и занимает земельный участок площадью 17 811 м2. С другой стороны границы — Малко-Тырново.